# 奥得河畔科斯琴
奥得河畔科斯琴（波蘭語：Kostrzyn nad Odrą，波蘭語發音：[ˈkɔst.ʂɨn ˌnad ˈɔdrɔ̃]），舊稱奧得河畔屈斯特林（德語：Küstrin an der Oder，德語發音：[kʏsˈtʁiːn]）是波兰卢布斯卡省西部一座城市，位於奧得河与瓦尔塔河交汇处，鄰近德國布蘭登堡州，2015年人口18,097名居民。曾長期是勃蘭登堡侯國、勃蘭登堡省的的核心城市。
第二次世界大戰後，根據波茨坦協議劃歸波蘭。該市在戰爭中幾乎被完全摧毀，因此被認為是當今波蘭受到戰爭破壞得最嚴重的城市，更被稱為「波蘭廣島」。 老城區現在是一片雜草叢生的土地，亦是舊建築遺址。
當地有一個普魯士時期竣工的巨大的城堡遺址，其主要部分建於16世紀。當時一些城堡已經修復，例如有：柏林門，Chyżańska門，菲利普堡壘，勃蘭登堡和卡特瑙海濱長廊。在堡壘中還有國王的堡壘（幾十年來，有一個在第二次世界大戰中死亡的蘇聯士兵的戰爭墓地）和教堂和城堡的廢墟（1969年被炸成地下室一層）。